# 久米邦武

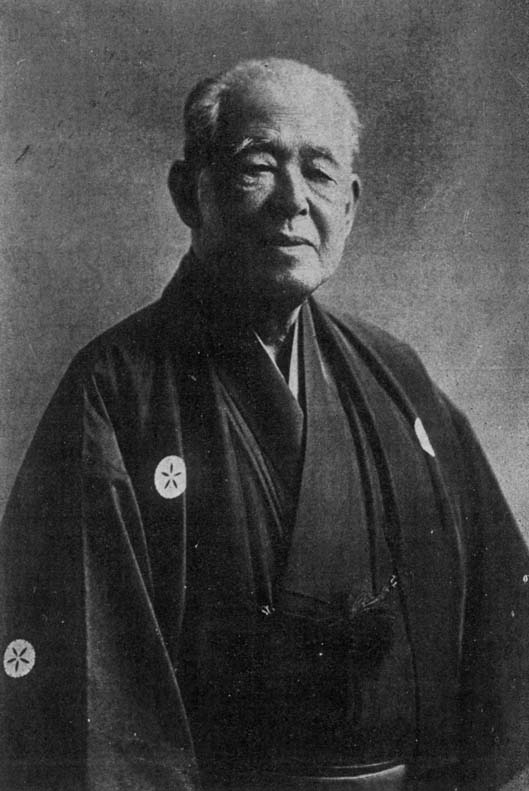
久米邦武 / 『久米博士 九十年回顧録 上巻』（中野礼四郎ほか編、1934年）より

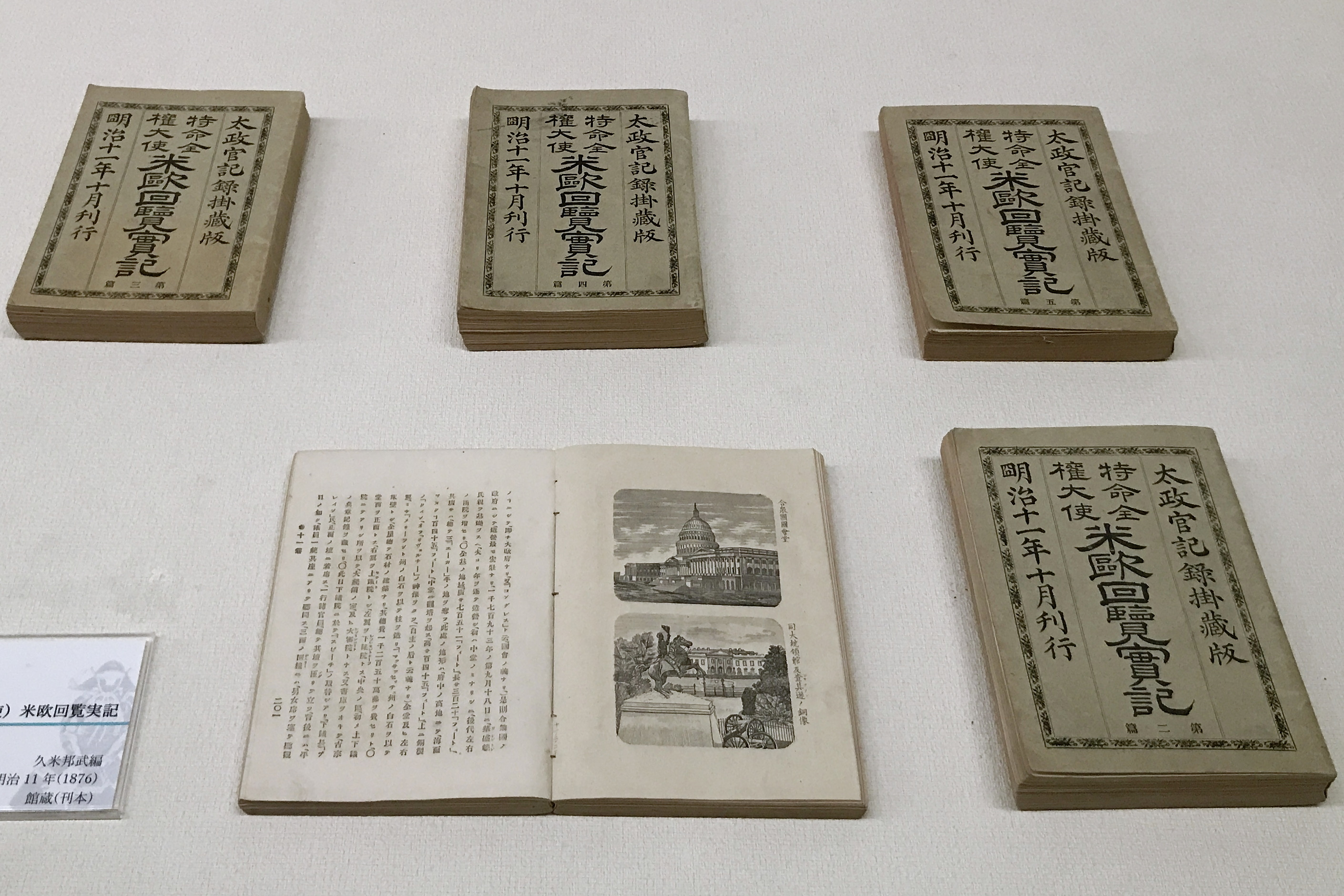
『米欧回覧実記』（佐賀県立博物館蔵）

久米 邦武（くめ くにたけ、1839年8月19日（天保10年7月11日） - 1931年（昭和6年）2月24日）は、日本の歴史学者。幼名を泰次郎、のち丈一郎。易堂と号す。岩倉使節団に同行し、大書『特命全権大使 米欧回覧実記』を書き上げ、1888年（明治21年）に帝国大学（東京帝国大学の旧称、現・東京大学）教授に就任。1892年（明治25年）に久米邦武筆禍事件で教授職非職となり、依願免官となった。1894年（明治27年）から立教学校（現・立教大学）で教授として教鞭を執り、1899年（明治32年）に同郷の盟友である大隈重信の招きで東京専門学校（現・早稲田大学）講師、ついで教授として1922年（大正11年）に退職するまで古文書研究・国史を教えた。歴史学の基礎を構築し、古文書学の創始者として知られる。

## 経歴
肥前国佐賀城下八幡小路に佐賀藩士久米邦郷の三男として生まれる。1854年（安政元年）16歳の時、佐賀藩校弘道館に入り一歳年上の大隈重信と出会う。儒書や史書、箕作省吾著『坤與図識』（こんよずしき、1845刊）などの和漢の世界地誌書を読んだ。5年後に卒業。共に両者は、尊皇派の枝吉神陽が結社した「義祭同盟」に参加した。弘道館での成績は首席を誇り、訪れた藩主直大へ、論語の御前講義を行っている。
1862年（文久2年）、25歳の時藩命により江戸に出て昌平坂学問所で古賀謹一郎に学んだ。翌年帰藩してからは弘道館で教鞭をとったほか、前藩主鍋島閑叟の近侍を務めた。30歳の時弘道館の教諭に就任した。1868年、31歳の時から明治維新確立後には、府藩県三治制にともない藩政改革案の立案にあたっている。
廃藩置県後の33歳の時、鍋島家の下扶として仕え、ついで太政官政府（明治政府）に出仕。権少外史となり1871年（明治4年）、特命全権大使岩倉使節団の一員として欧米を視察。1871年11月12日、横浜出港、サンフランシスコ到着後、いろいろな役務の一つに枢密記録等取調兼各国の宗教視察も命じられる。アメリカ合衆国に半年、イギリスに四ヶ月滞在する。また、使節紀行纂輯専務心得を命じられる。フランスに三ヶ月滞在、ベルギー、オランダ、プロシア、デンマーク、スウェーデン、イタリア、オーストリア、スイスなどの各国を訪れた。帰路は、フランスのマルセイユを出発し、スエズ運河、アジアの諸港を経由し、1873年（明治6年）9月に横浜に到着。一年九ヶ月の長期視察であった。その間、観察に専心し、杉浦弘蔵の通訳で聞き取り調査を行い、各地で統計書・概説書・地理歴史書などを蒐集した。
帰国後に、太政官の吏員になり、独力で視察報告書を執筆。1878年（明治11年）、40歳の時全100巻の『特命全権大使 米欧回覧実記』を編集し、政府から500円という多額の報奨金を受けた。なお、久米はこの資金で目黒に広大な土地を購入したほか、実子桂一郎をフランスに留学させている。政府では太政官の修史館に入り、重野安繹と共に「大日本編年史」など国史の編纂に尽力する。
1888年（明治21年）、帝国大学教授兼臨時編年史編纂委員に就任、重野安繹らとともに修史事業に関与する。1890年 『史学会雑誌』に「穢多非人の由来」を発表した。この頃、坪井九馬三らと純歴史学を主張していた。
在職中の1892年（明治25年）、田口卯吉の勧めにより雑誌『史海』に転載した論文「神道ハ祭天ノ古俗」の内容が問題となり、両職を辞任した（久米邦武筆禍事件）。1894年（明治27年）9月から1896年（明治29年）まで立教学校（現・立教大学）専修科の教授として史学を講じる。1899年（明治32年）3月、同郷の盟友である大隈重信の招きで東京専門学校（現・早稲田大学）に講師として迎えられて国史を講じ、1909年（明治42年）7月、70歳にして文学博士となった。1911年（明治44年）には、教授・講師制度の発足に伴い教授となり、1913年（大正2年）まで講義を担当する。1916年（大正5年）には、国史講習会の会長となり、1918年（大正7年）に教授の嘱任を解かれ、講師となった（講義は担当せず）。1922年（大正11年）に大隈重信の死去を受けて講師を辞任するまで、歴史学者として長く日本古代史や古文書学を講じた。
1931年（昭和6年）、老衰のため死去。享年93。墓所は港区賢崇寺
1982年（昭和57年）に、JR山手線目黒駅西口前の久米ビル内に久米親子の業績を展示する久米美術館が開かれた。

## 家族
- 父・久米楽只 - 佐賀藩士
- 妻・釆 - 小野保知四女
- 長男・久米桂一郎 - 洋画家
- 曾孫・久米邦貞 - 外交官

## その他
- 佐賀藩出身の大隈重信とは終生の友誼があり、大隈は長く別居していた桂一郎と邦武の間に立ち同居を勧めたりしている。なお佐賀市の大隈記念館に建つ大隈重信生誕地碑の撰文は久米邦武によるものである。
- 父親が伊万里焼の産地である有田の皿山代官を務めていたことから、欧米歴訪後有田を訪れ、陶業の近代化についても新しい知識を基に積極的に助言した。これがのちに香蘭社の設立に繋がることになる。
- 雑誌『史海』に掲載された久米の論文「神道ハ祭典ノ古俗』は、「神道の実態は慣習やおまじないの域を出ないもので、基督教や回教などの世界標準宗教とは異なる」、といった内容であった[11]。

## 栄典
- 1889年（明治22年）12月27日 - 勲五等瑞宝章[12]

## 主な著作
- 『久米博士九十年回顧録』全2冊、復刻：宗高書房、1975年
- 『久米邦武歴史著作集』全5巻、吉川弘文館、1988-91年
  - 1) 聖徳太子の研究
  - 2) 日本古代中世史の研究
  - 3) 史学・史学方法論
  - 4) 古文書の研究
  - 5) 日本文化史の研究
  - 別巻 『久米邦武の研究』大久保利謙編、1991年
- 『久米邦武文書』全4冊、久米美術館編 吉川弘文館、1999-2001年
  - 1) 巡幸日記・文書採訪記録
  - 2) 科学技術史関係
  - 3) 岩倉使節団関係
  - 4) 中国古代・近代史論
- 『特命全権大使 米欧回覧実記』
  - 岩波文庫 全5冊、田中彰校注、1977-82年 / 単行版 1985年
  - 現代語訳：慶應義塾大学出版会 全5巻組、水澤周訳注、2005年 / 選書版、2008年

## 関連文献
- 久米美術館編『新訂版 歴史家久米邦武』久米美術館 1997年
- 高田誠二『久米邦武 : 史学の眼鏡で浮世の景を』ミネルヴァ書房〈ミネルヴァ日本評伝選〉、2007年。ISBN 9784623050307。 NCID BA8359232X。全国書誌番号:21332555。
- 三浦裕子「久米邦武と能楽再興 : 岩倉具視を支えた博覧強記」『武蔵野大学能楽資料センター紀要』第24巻、武蔵野大学能楽資料センター、2013年3月、2-28頁、ISSN 1880-053X、CRID 1050287297254113536。